# Scoletoma candida
Scoletoma candida är en ringmaskart som först beskrevs av Treadwell 1921.  Scoletoma candida ingår i släktet Scoletoma och familjen Lumbrineridae.
Artens utbredningsområde är Mexikanska golfen. Inga underarter finns listade i Catalogue of Life.